# Gill Paul
Gill Paul – brytyjska autorka powieści historycznych dedykowanym kobietom oraz literatury faktu. Urodziła się w Szkocji, jednak obecnie mieszka w Londynie. Zadebiutowała w 2011 książką Titanic Love Stories: The True Stories of 13 Honeymoon Couples Who Sailed on the Titanic. Jej powieść, Sekret Tatiany, zajęła pierwsze miejsce wśród najlepiej sprzedających się książek portalu Amazon. Została także ogłoszona bestsellerem USA Today.
Autorka specjalizuje się w historii najnowszej.

## Twórczość
- Titanic Love Stories: The True Stories of 13 Honeymoon Couples Who Sailed on the Titanic, Ivy Press, 2011[3]
- Women & Children First, HarperCollins, 2012[6]
- The Affair: An enthralling story of love and passion and Hollywood glamour, Avon, 2013[7]
- Rock 'n' Roll Love Stories: True tales of the passion and drama behind the stage acts, Ivy Press, 2014[8]
- World War II Love Stories, Ivy Press, 2014
- No Place For A Lady, Avon, 2015[9]
- Royal Love Stories: The tales behind the real-life romances of Europe's kings and queens, Ivy Press, 2015[10]
- We Sink or Swim Together, Avon, 2015 (opowiadanie)[11]
- Sekret Tatiany (org. The Secret Wife), Avon, 2016[12]; polskie wydane – Mando, 2018
- Another Woman's Husband, Headline Review, 2017[13]